# Catasetum macrocarpum
Catasetum macrocarpum es una especie de orquídea epifita originaria de Sudamérica.

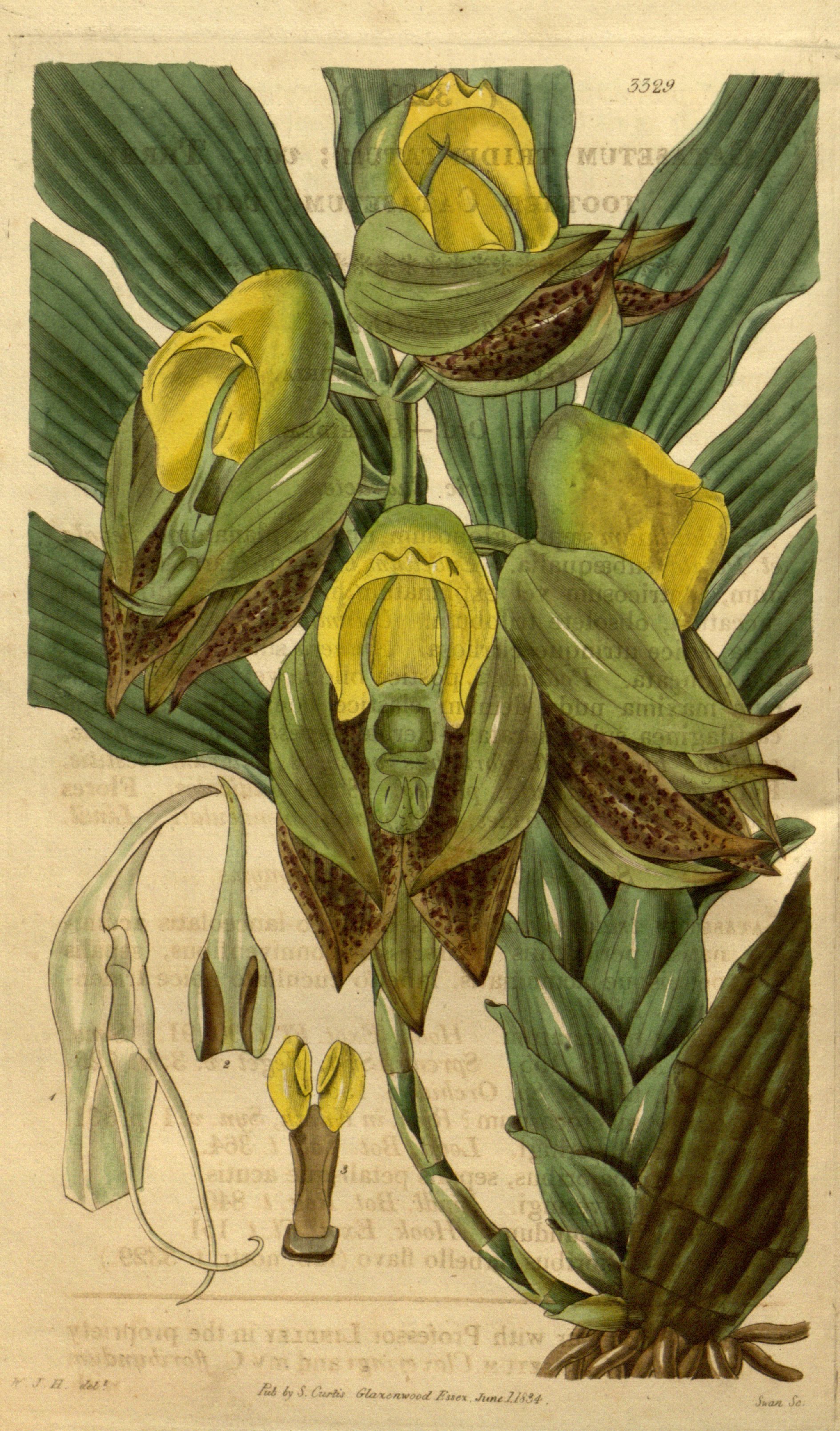
Ilustración

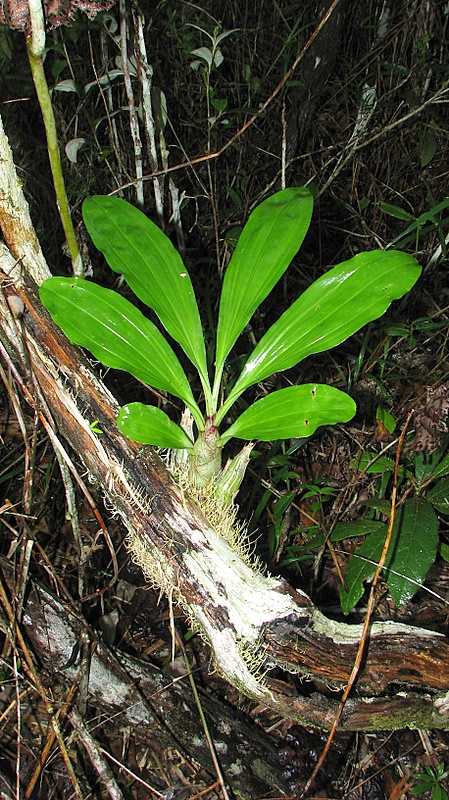
Vista de la planta

## Descripción
Es una orquídea epifita de gran tamaño, que prefiere clima cálido. Tiene  pseudobulbos con forma cónica-fusiformes envueltos por varias vainas de las hojas de apoyo que llevan 5-7 hojas oblongo-lanceoladas, acuminadas, similares a Catasetum maculatum, así como Catasetum integerrimum. Es la especie tipo del género. Florecen a finales del verano y el otoño en una inflorescencia basal, erecta o arqueada, de 45 cm de largo, racemosa, surgida de la pseudobulbo maduro antes de la caída de las hojas, las flores son carnosas  y tienen un aroma a anís.  El viscidum en la parte inferior de la estípite que a su vez se conecta a la polinización en Catasetum, es siempre pegajoso provocando que se adhieran a las espaldas de los insectos.

## Distribución
Se encuentra en  Colombia, Venezuela, Guyana, Surinam, Guayana Francesa, Brasil, Argentina, así como Trinidad y Tobago, desde el nivel del mar hasta los 1300 metros.

## Taxonomía
Catasetum macrocarpum fue descrito por Rich. ex Kunth y publicado en Synopsis Plantarum 1: 331. 1822.
Etimología
Ver: Catasetum
macrocarpum: epíteto latino que significa "con gran fruto".
Sinonimia
- Catasetum tridentatum Hook. (1824)
- Catasetum floribundum Hook. (1825)
- Catasetum claveringii Lindl. ex Van Geel (1829)
- Cypripedium cothurnum Vell. (1831)
- Catasetum tridentatum var. viridiflorum Hook. (1834)
- Monachanthus viridis Lindl. (1835)
- Catasetum macrocarpum var. bellum Rchb.f. (1886)
- Catasetum costatum Rchb.f. (1887)
- Catasetum macrocarpum var. chrysanthum L. Linden & Rodigas (1889)
- Paphiopedilum cothurnum (Vell.) Pfitzer (1894)
- Catasetum macrocarpum var. carnosissimum Cogn. (1895)[4]
- Catasetum grandis hort. ex Planchon
- Catasetum linguiferum Schlechter 1925;
- Catasetum menthaedorum hort. ex Planchon;
- Catasetum tricolor Hort. ex Planchon;